# Michael Collins (film)
Michael Collins is een Amerikaanse film uit 1996 geregisseerd door Neil Jordan. De hoofdrollen worden vertolkt door Liam Neeson en Julia Roberts. De film is een biografie over de Ierse politicus en revolutionair Michael Collins. De film kreeg twee Oscar- en Golden Globe-nominaties en won de Gouden Leeuw op het Filmfestival van Venetië voor "Beste film".

## Rolverdeling
| Acteur               | Personage                  |
| -------------------- | -------------------------- |
| Liam Neeson          | Michael Collins            |
| Julia Roberts        | Kitty Kiernan              |
| Aidan Quinn          | Harry Boland               |
| Alan Rickman         | Eamon De Valera            |
| Stephen Rea          | Ned Broy                   |
| Charles Dance        | Soames                     |
| Ian Hart             | Joe O'Reilly               |
| Brendan Gleeson      | Liam Tobin                 |
| Jonathan Rhys Meyers | Michael Collins moordenaar |

## Prijzen en nominaties
- 1997 - Oscar
  - Genomineerd: Beste cinematograaf (Chris Menges)
  - Genomineerd: Beste muziek (Elliot Goldenthal)
- 1997 - ASC Award
  - Genomineerd: Beste cinematograaf
- 1997 - BAFTA Award
  - Genomineerd: Beste cinematograaf (Chris Menges)
  - Genomineerd: Beste mannelijke bijrol (Alan Rickman)
- 1997 - British Society of Cinematographers
  - Genomineerd: Beste cinematograaf (Chris Menges)
- 1997 - Evening Standard British Film Award
  - Gewonnen: Beste acteur (Liam Neeson)
- 1997 - Golden Globe
  - Genomineerd: Beste muziek (Elliot Goldenthal)
  - Genomineerd: Beste acteur in een dramafilm (Liam Neeson)
- 1997 - LAFCA Award
  - Gewonnen: Beste cinematograaf (Chris Menges)
- 1997 - Golden Satellite Award
  - Genomineerd: Beste muziek (Elliot Goldenthal)
- 1997 - Filmfestival van Venetië
  - Gewonnen: Gouden Leeuw
  - Gewonnen: Coppa Volpi voor beste acteur (Liam Neeson)

## Trivia
- Tom Cruise was oorspronkelijk gevraagd voor de rol van Michael Collins moordenaar.